# 2010 في الأردن
فيما يلي قوائم الأحداث التي وقعت خلال عام 2010 في الأردن.

## رياضة
- 1 يناير – رالي الأردن 2010

## أفلام
من الأفلام التي صدرت هذه السنة في الأردن:
- 1 يناير – مدن الترانزيت

## وفيات

### فبراير
- 13 فبراير – عامر خماش (مواليد 1924)